# Ruth Klüger-Aliav
Ruth Klüger-Aliav (geb. Polesciuk, * 27. April 1910 in Kiew; † 16. Februar 1980 in Tel Aviv-Jaffa) war eine ukrainisch-israelische Zionistin und Geheimdienst-Agentin.

## Leben
Ihre Familie musste nach Ausbruch des Ersten Weltkriegs 1914 mit der vierjährigen Ruth vor Pogromen fliehen und siedelte sich später in Czernowitz an. Ruth Polesciuk studierte in Wien Jura und lernte mehrere Fremdsprachen; sie sprach Russisch, Jiddisch, Deutsch, Französisch, Englisch, Spanisch und Hebräisch. Sie schloss sich früh einer zionistischen Jugendorganisation an. 1930 heiratete sie Emanuel Klüger (von dem sie 1940 geschieden wurde) und wanderte mit ihm nach Palästina aus. Dort arbeitete sie zunächst in einem Kibbuz, dann in der außenpolitischen Abteilung des sozialistischen Gewerkschaftsbundes Histadrut in Tel Aviv-Jaffa. 1938 schloss sie sich der Organisation Hagana an und gehörte 1939 zu den Gründungsmitgliedern des Geheimdienstes Mossad le Alija Bet, der die illegale Flucht bedrohter europäischer Juden nach Palästina organisierte. In dieser Funktion ging sie nach Rumänien und organisierte dort insgeheim Schiffe, die bedrohte rumänische Juden nach Palästina brachten, darunter die Tiger Hill, die am 2. September 1939 mit 1400 rumänischen Juden bei Tel Aviv anlief (siehe Geschichte der Juden in Rumänien). Ende 1940 musste sie aus Rumänien fliehen und arbeitete danach in Istanbul, dann in Kairo. Gegen Kriegsende traf sie in Paris erstmals Überlebende des Holocaust sowie David Ben-Gurion. 1947 kehrte sie nach Palästina zurück und reiste 1948 im Auftrag der Mossad le Alija Bet nach Südamerika. Von 1949 bis 1955 arbeitete sie als Managerin für die israelische Reederei Zim Integrated Shipping Services. Von 1958 bis 1972 leitete sie die Public-Relations-Abteilung von Zim. 
Die österreichisch-amerikanische Psychologin Erika Freeman ist eine Nichte von Ruth Klüger-Aliav.

## Ehrungen
- Frau des Jahres 1974 des National Council Of Jewish Women in den USA

## Werke
- The Last Escape, USA 1974 (eine Autobiographie über ihre Aktionen von 1938 bis 1941)[1]